# 卢瓦河畔塞什
卢瓦河畔塞什（法語：Seiches-sur-le-Loir，法語發音：[sɛʃ syʁ lə lwaʁ] ⓘ），法国西部城市，卢瓦尔河地区大区曼恩-卢瓦尔省的一个市镇，隶属于昂热区，其市镇面积为28.83平方公里，2022年1月1日时人口数量为2,853人，在法国市镇中排名第3,897位（2021年）。
卢瓦河畔塞什位于曼恩-卢瓦尔省中北部，卢瓦河左岸，是一个区域性的中心城市，多条公路在此交汇。

## 地名来源
根据当地官方网站的论述，“Seiches”一名可能最初以“Cipia”的形式被记载，该名称可能意为“水下、水边”；“-sur-le-Loir”这一后缀自1920年起成为当地官方名称的一部分。

## 历史

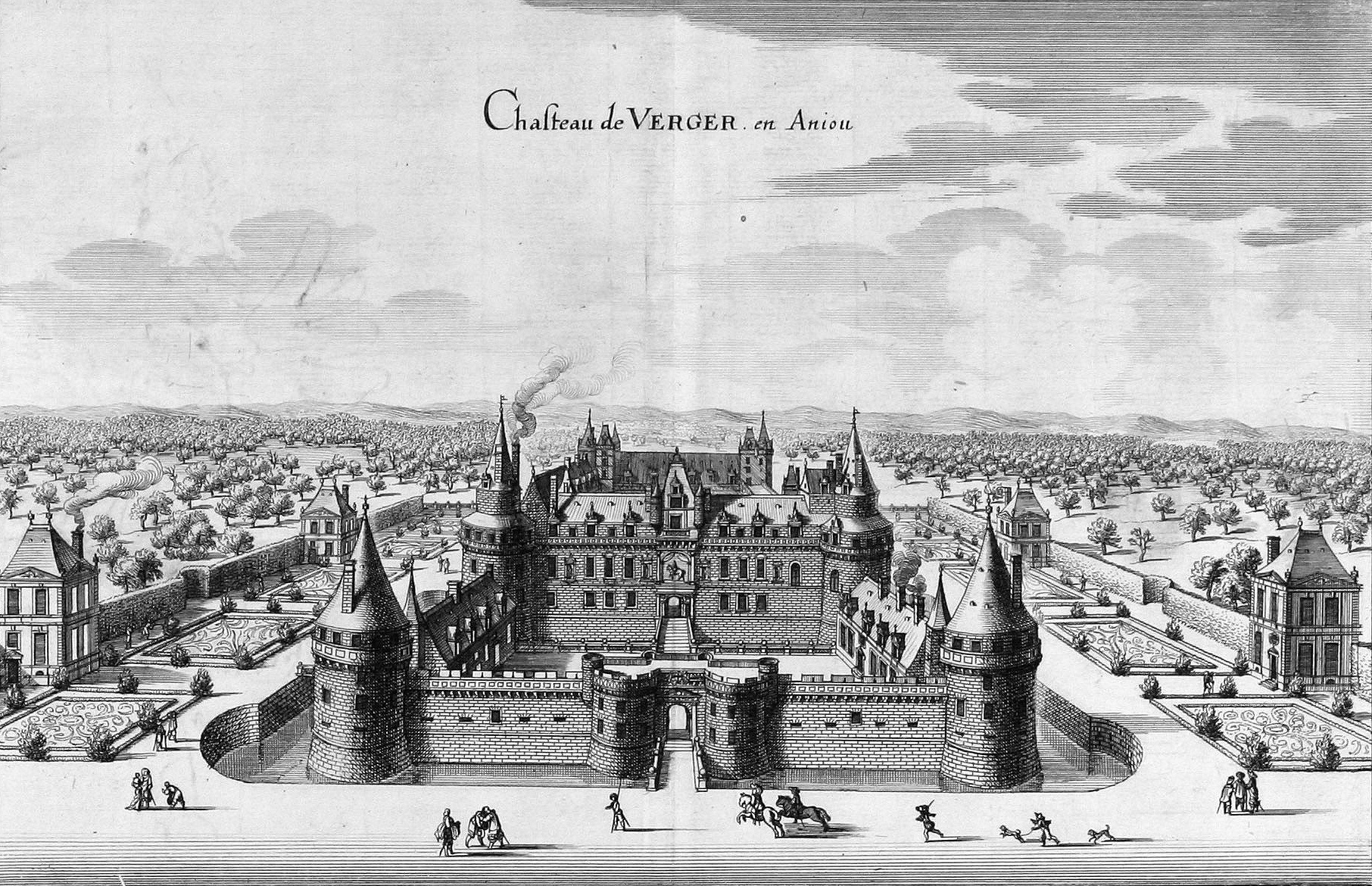
1657年的果园城堡（绘画）

卢瓦河畔塞什的早期历史尚不清楚。根据当地官方网站的论述，公元十一世纪时安茹富尔克三世在卢瓦河畔塞什境内修建城堡，该地最初于公元十二世纪时在一份文献中被提及。中世纪中后期，塞什为马特弗隆家族的活动中心，其成员皮埃尔·德罗昂-吉耶于十五世纪时在此修建果园城堡。法国大革命后，塞什成为曼恩-卢瓦尔省的一个市镇，并自1793年起成为该省的一个县治。工业革命期间，途经塞什的昂热—拉弗莱什铁路建成通车，后于二十世纪逐渐废弃。2014年，卢瓦河畔塞什县被撤销。

## 地理

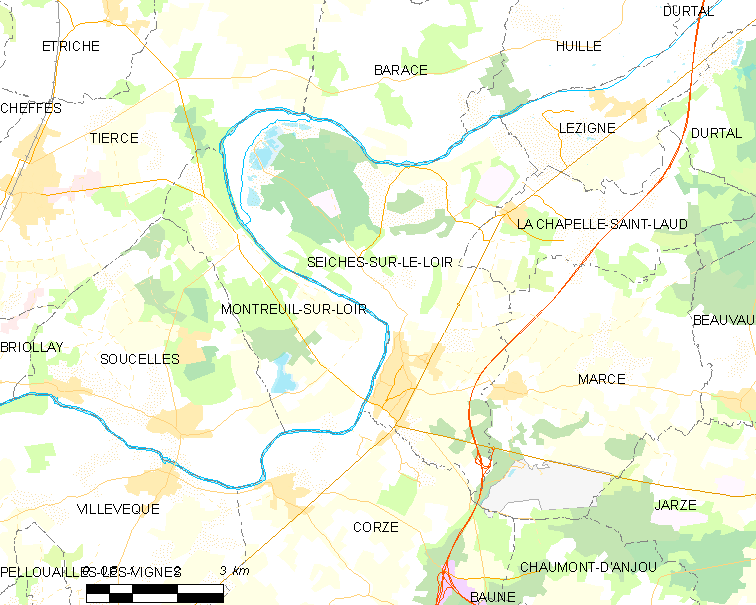
卢瓦河畔塞什市镇范围地图

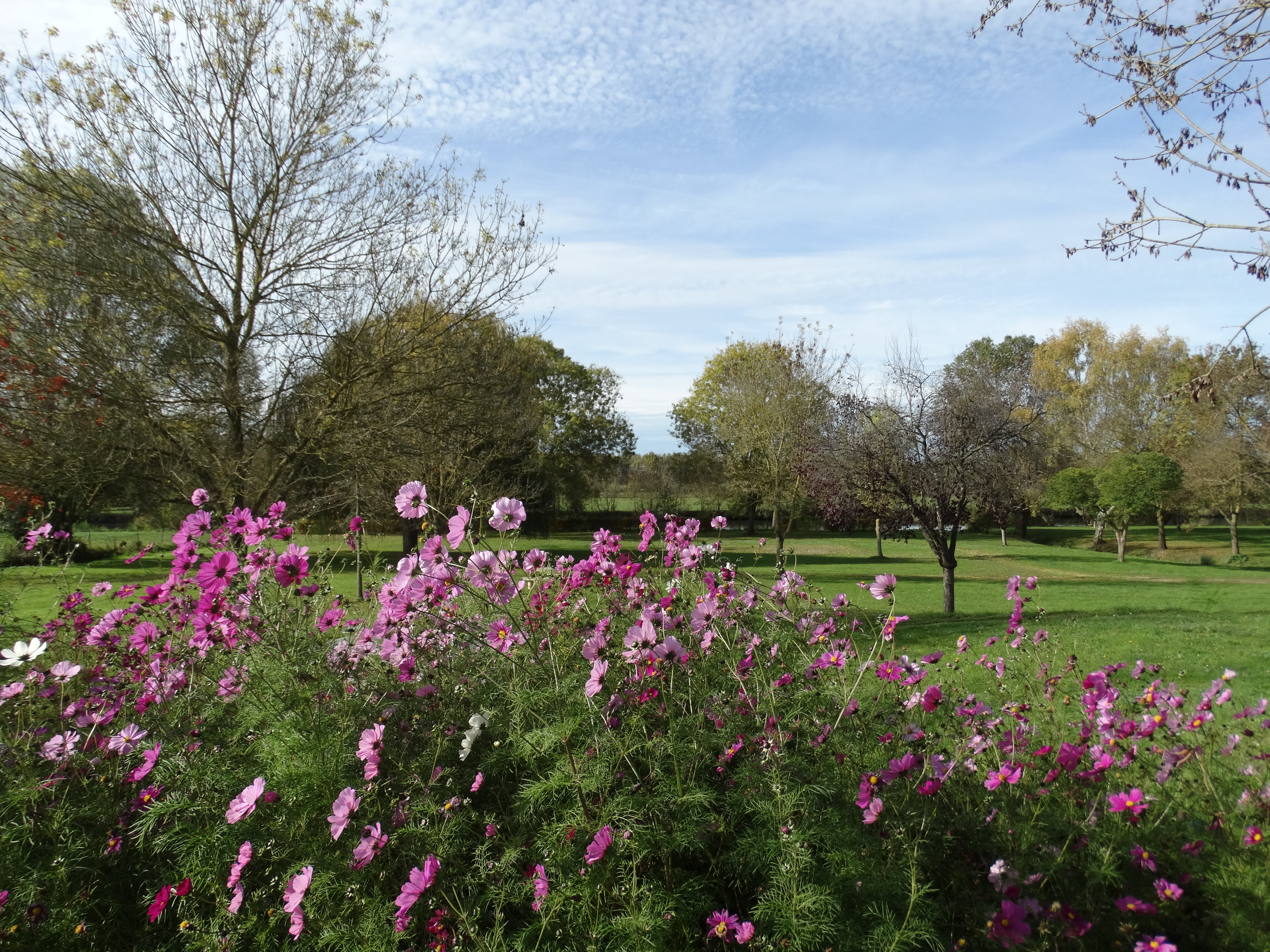
河谷公园

卢瓦河畔塞什位于法国西部，卢瓦尔河地区大区东部和曼恩-卢瓦尔省中北部，距离省会昂热大约21公里。与卢瓦河畔塞什接壤的市镇包括：巴拉塞、拉沙佩勒圣洛、科尔泽、于耶-莱济涅、马尔塞、卢瓦河畔蒙特勒伊和蒂耶尔塞。

### 地形
卢瓦河畔塞什位于上安茹腹地，境内以平原和浅丘为主，市镇中心地势较为平坦，北部略有起伏，全境海拔在15到64米之间。

### 水文
卢瓦河自北向南蜿蜒流经卢瓦河畔塞什市镇西界，其左岸支流叙埃特溪（ruisseau de la Suette）自东向西流经市镇南界。

### 植被
卢瓦河畔塞什属于温带阔叶混交林区，林地多分布于河流附近，市镇范围西北部的卢瓦河曲流内侧为布德雷树林（Bois Boudré），市区西侧河畔的河谷公园（Parc des Vallées）是当地的一处城市绿地。
在鲜花城市的评比中，卢瓦河畔塞什被评为2星级鲜花城市。

### 气候
卢瓦河畔塞什在柯本气候分类法中属于温带海洋性气候（Cfb）。

## 行政区划
卢瓦河畔塞什的市镇编号为49333，邮政编号为49140。
在行政管理方面，卢瓦河畔塞什隶属于法国卢瓦尔河地区大区曼恩-卢瓦尔省昂热区；在地方选举方面，卢瓦河畔塞什隶属于昂热第六县，其市镇范围全境被划入曼恩-卢瓦尔省第三选区；在社会管理方面，卢瓦河畔塞什是安茹卢瓦-萨尔特市镇公共社区的组成部分。
截至2024年12月，卢瓦河畔塞什市镇范围内暂无任何城市敏感街区及城市政策优先街区。
法国国家统计与经济研究所（简称“INSEE”）在进行数据统计时，将卢瓦河畔塞什市镇单独设为卢瓦河畔塞什城市核心区，并将包括核心区在内的周边共77个市镇划为昂热城市区。自2020年起，昂热城市区被包含81个市镇的昂热城市辐射区代替。此外，INSEE还将卢瓦河畔塞什市镇整体看作一个“块区”（IRIS），以便于统计人口分布情况。

## 交通

### 公路
A11高速公路经过卢瓦河畔塞什市镇东部并设有一处出入口，另有曼恩-卢瓦尔省省道D74线、D323线、D601线和D766线在卢瓦河畔塞什境内交汇。卢瓦尔河地区大区公共交通（商业名称为“Aléop”）城际客运巴士402线和402B线经过卢瓦河畔塞什，可前往昂热、拉弗莱什和努瓦扬维拉日等地。
2021年，80.2%的卢瓦河畔塞什家庭拥有至少一辆私人汽车。2022年，卢瓦河畔塞什境内共发生各类交通事故1起，造成2人受伤，其中1人重伤。
| 12 | 3 |

| 昂热 | 21 |

| 博热 | 21 |

| 迪尔塔勒 | 15 |

### 铁路
卢瓦河畔塞什位于昂热—拉弗莱什铁路上，该铁路已废弃。
距离卢瓦河畔塞什最近的运营中的客运铁路车站为11公里外的蒂埃尔塞站，该站停靠往返于昂热和勒芒一线的区域列车。

### 航空
卢瓦河畔塞什距离昂热机场的公路里程大约4公里。

### 城市公共交通
截至2024年12月，卢瓦河畔塞什暂无城市公共交通系统。

## 政治
卢瓦河畔塞什的现任市长为蒂埃里·德维卢特雷先生（Thierry DE VILLOUTREYS），他是一名右翼无党派人士，在2020年的市政选举中获得了50.69%的支持率。
在2022年的法国总统大选的第二轮选举中，法国第25任总统埃马纽埃尔·马克龙在卢瓦河畔塞什获得了58.08%的支持率。

## 人口
2021年，卢瓦河畔塞什市镇人口数量为2,866，在法国排名第3,897位。其中男性1,423人，女性1,443人，75岁及以上人口占7.6%，外籍人口数量为24人，人口密度为99人/平方公里，当地居民被称为（男性）或（女性）。2022年，卢瓦河畔塞什境内出生46人，死亡人口47人。
| 卢瓦河畔塞什1901年－2021年人口变化情况 |
|                                        |
| 数据来源：Cassini、INSEE               |

## 经济
卢瓦河畔塞什是一个区域性的中心城市。截至2024年12月，卢瓦河畔塞什市镇范围内共有各类用人单位（包含自雇）428家，平均历史为17年，其中98.14%为中小型企业（PME），2024年10月至12月间，当地的经济活力指数为0。（起重设备制造）、（工业设备销售）及（工业器械）是当地2022年已公布营业额最高的三个企业，分别为10,458,830欧元、7,854,186欧元和4,637,295欧元。

## 财政与居民收入
2023年，卢瓦河畔塞什的财政收入总额为4,123,330欧元，财政支出总额为3,552,310欧元，当年的债务总额为1,772,730欧元。2023年，卢瓦河畔塞什市镇通过增值税获得129,010欧元的收入，此外当地还共获得了259,410欧元的国家直接财政补助。
| 卢瓦河畔塞什居民收入情况                         | 卢瓦河畔塞什居民收入情况 | 卢瓦河畔塞什居民收入情况 | 卢瓦河畔塞什居民收入情况 |
| 内容                                             | 卢瓦河畔塞什             | 法国                     | 统计年份                 |
| ------------------------------------------------ | ------------------------ | ------------------------ | ------------------------ |
| 征税家庭总数                                     | 1,143                    | 1,081（法国市镇平均）    | 2022年                   |
| 居民平均月收入                                   | 2,235欧元                | 2,435欧元                | 2022年                   |
| 高级职员人均月收入                               | 3,886欧元                | 4,331欧元                | 2021年                   |
| 中级职员人均月收入                               | 2,370欧元                | 2,470欧元                | 2021年                   |
| 普通职员人均月收入                               | 1,865欧元                | 1,801欧元                | 2021年                   |
| 贫困率                                           | 10%                      | 14.5%                    | 2020年                   |
| 青壮年（15至64岁）失业率                         | 9.7%                     | 7.4%                     | 2020年                   |
| 征税家庭数量占比                                 | 41.7%                    | 45.5%                    | 2020年                   |
| 家庭年均纳税                                     | 1,965欧元                | 4,393欧元                | 2022年                   |
| 资料来源：INSEE、L'Internaute、Le Journal du Net |                          |                          |                          |

## 社会事务

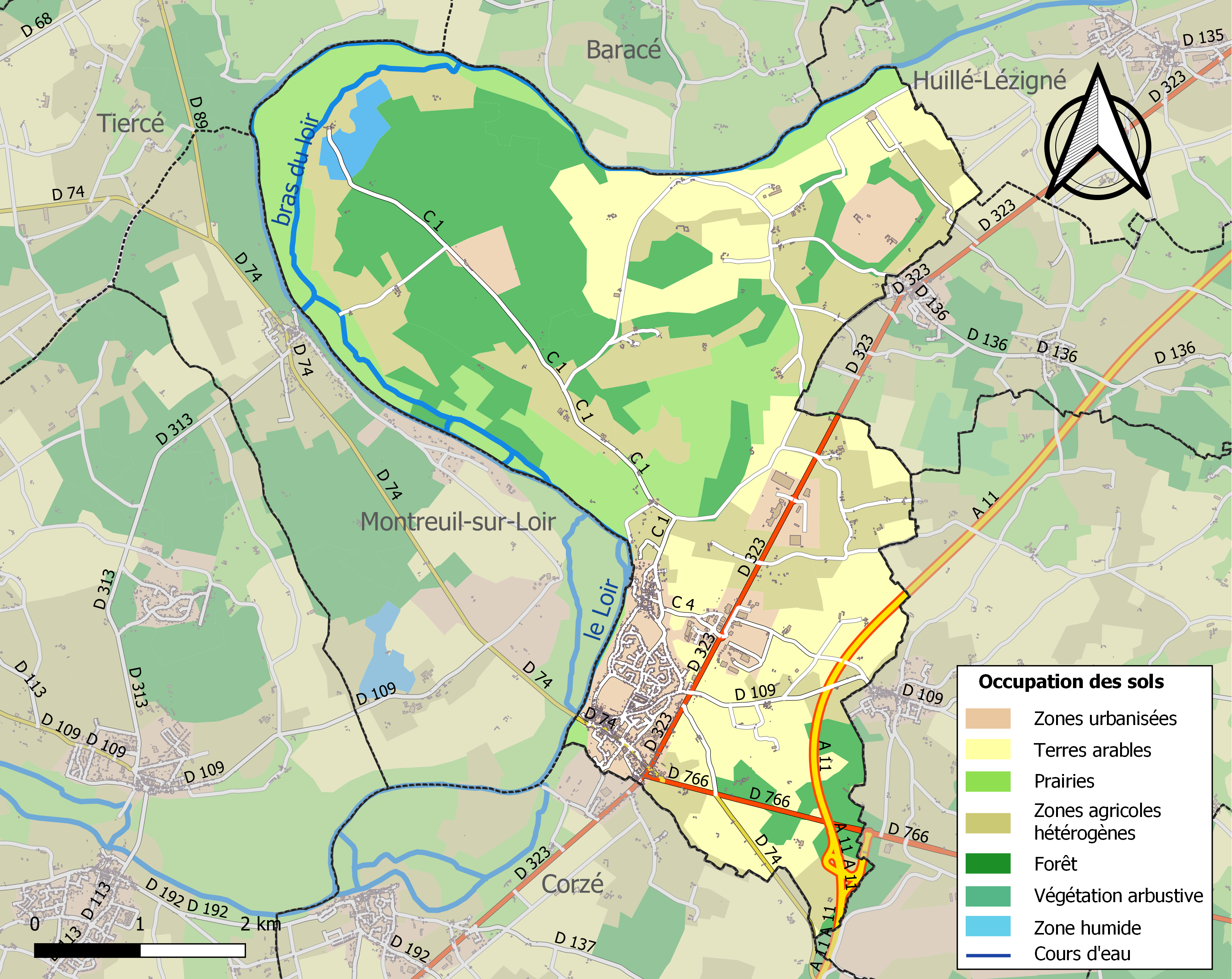
卢瓦河畔塞什土地利用情况地图

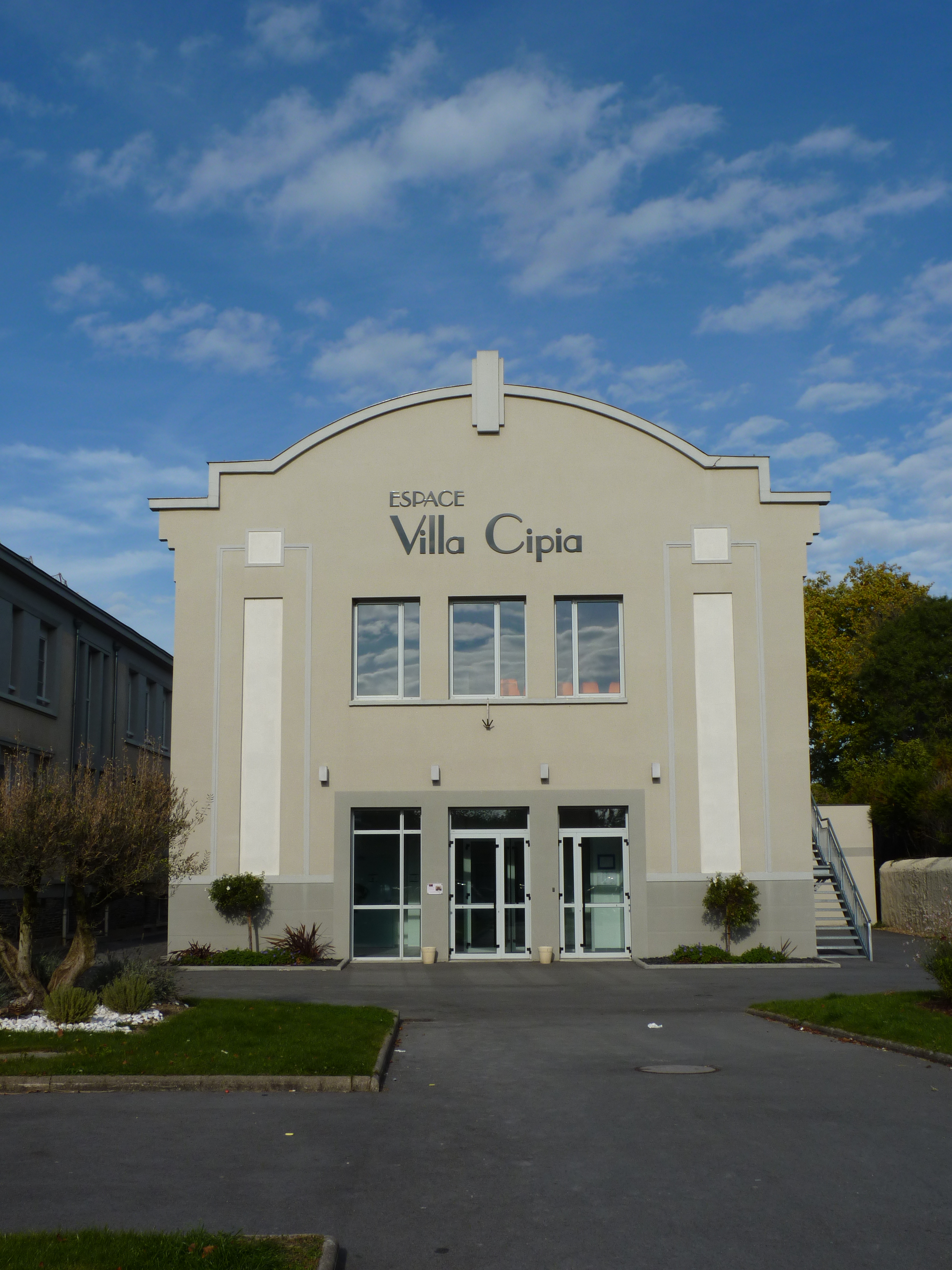
文化活动中心

### 教育
卢瓦河畔塞什属于南特学区。截至2023年1月1日，卢瓦河畔塞什境内共有1所幼儿园、1所小学和1所初级中学。2022至2023学年度，卢瓦河畔塞什境内共有在校中等教育阶段学生710名。

### 医疗
截至2023年1月1日，卢瓦河畔塞什境内共有全科医生5名、保健师2名、牙医1名、护士6名、助产士1名、药房1家、养老院1家。
距离卢瓦河畔塞什最近的区域性医疗机构为昂热大学中心医院，后者也是法国的一个大学教学医院，其主病区医院位于昂热市区西侧，距离卢瓦河畔塞什市区的正常车程大约17分钟，该院设有床位1,364个，是曼恩-卢瓦尔省规模最大的公立综合性医院。

### 住房
2021年，卢瓦河畔塞什境内共有各类住房1,362套，其中83.9%为独立式住宅，15.8%为集中式住宅。常住房屋占卢瓦河畔塞什市镇范围内居民建筑总量的87.7%。
在住房保障政策方面，2023年，卢瓦河畔塞什境内共有540户家庭获得了家庭津贴补助，受益人数占总人口数量的18.8%，其中160份为房租补助。

### 商业
2021年，卢瓦河畔塞什境内共有各类实体商铺65家，其中餐厅4家、杂货店1家、面包房3家、肉铺1家、书店1家、银行门店1家、美容美发店2家、汽车维修店5家。

### 体育
2023年，卢瓦河畔塞什境内共有2间体育馆、1处网球场、1处足球或橄榄球场以及1处篮球或排球场。
截至2024年12月，塞什-马尔塞体育俱乐部（AS Seiches-Marcé，编号541206）是卢瓦河畔塞什境内唯一的一家注册足球俱乐部，成立于1936年，其主队2024至2025赛季参加卢瓦尔河地区大区足球联赛丙组（法国第八级别），其位于卢瓦河畔塞什境内的主场为莱拉比耶尔球场（Stade des Rabières）。

### 环境
卢瓦河畔塞什的环境事务由其所属的安茹卢瓦-萨尔特市镇公共社区联合各级政府协调负责。2021年，卢瓦河畔塞什境内共有2家污染企业。

### 治安
2021年，卢瓦河畔塞什市镇范围内有1处宪兵队。
2023年，卢瓦河畔塞什市镇范围内累计记录各类案件55起，其中盗窃类案件27起，人身侵犯类案件15起，毒品交易类案件4起。

## 文化

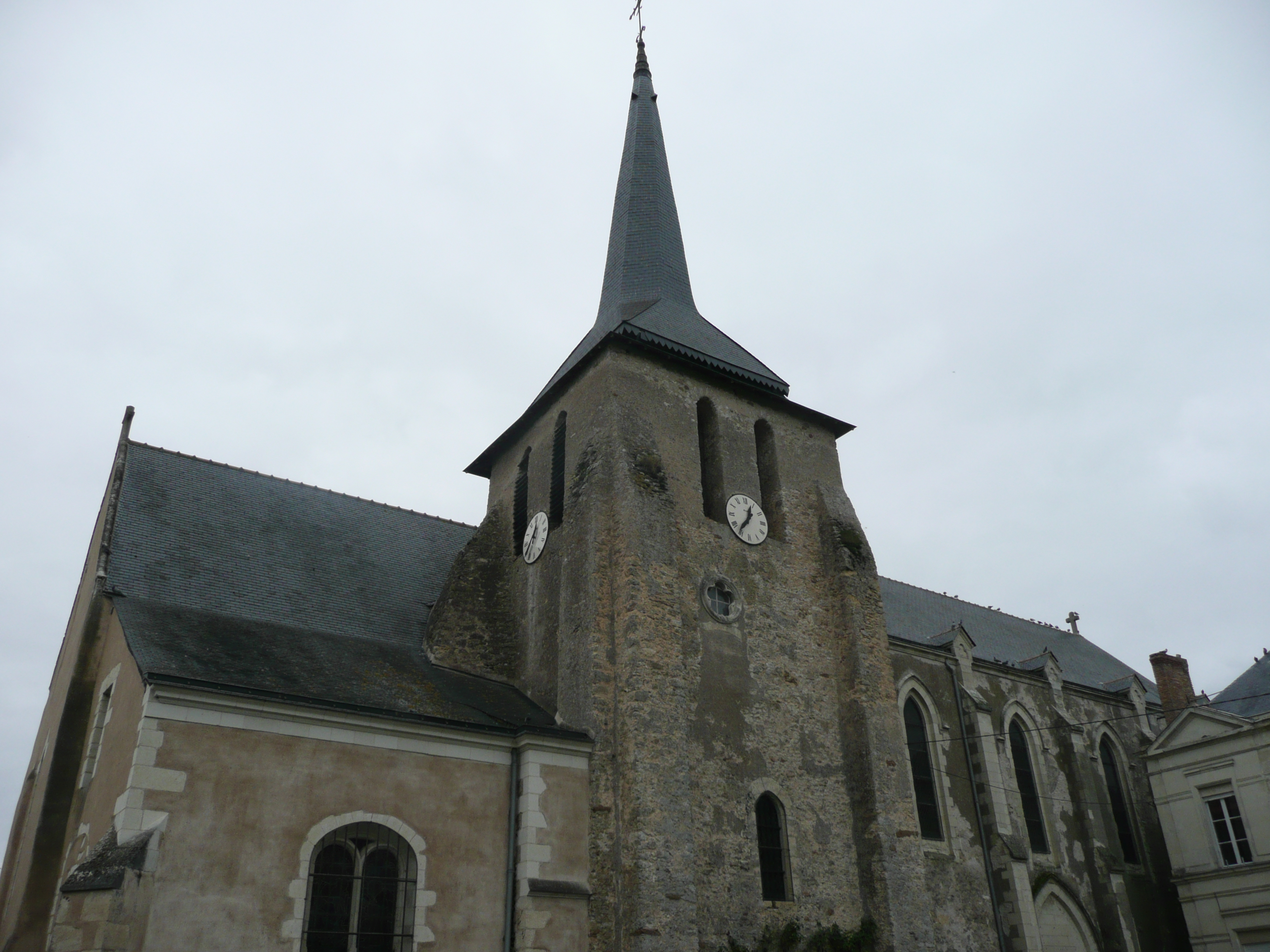
圣奥班教堂

2021年，卢瓦河畔塞什境内暂无任何文化设施。卢瓦河畔塞什境内建有图书馆（Bibliothèque），每周一、三、四、六向公众开放。

### 建筑
卢瓦河畔塞什境内有多处历史建筑，其中圣奥班教堂、果园城堡等为法国国家文物保护单位。

### 旅游
卢瓦河畔塞什的旅游事务由其所属的安茹卢瓦-萨尔特市镇公共社区联合各级政府协调负责。2024年，卢瓦河畔塞什境内暂无任何游客接待设施。

### 媒体
法国主要的媒体均可在卢瓦河畔塞什接收，法国电视三台下属的卢瓦尔河地区大区频道在部分时段播出卢瓦河畔塞什所在曼恩-卢瓦尔省的地方新闻。昂热电视台、云雀广播、Vibration广播、《西部邮报》是当地主要的地方性媒体。

## 友好城市
截至2024年12月，卢瓦河畔塞什共与两座城市建立了友好城市关系：
- 德国 埃伦巴赫
- 西班牙 奥尼亚